# Botocudos

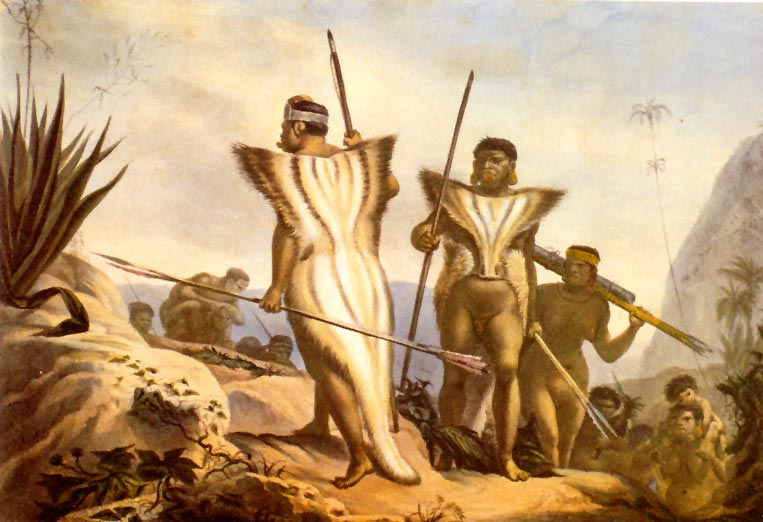
Família de índios botocudos, retratada por Debret (1834).

Botocudos foi uma denominação genérica dada pelos colonizadores portugueses a diferentes grupos indígenas  pertencentes ao tronco macro-jê (grupo não tupi), de diversas filiações linguísticas e regiões geográficas, cujos indivíduos, em sua maioria, usavam botoques labiais e auriculares. Também chamados aimorés, eram numerosos na época das primeiras incursões do homem branco, distribuindo-se pelo sul da Bahia e região do vale do rio Doce, incluindo o norte do Espírito Santo e Minas Gerais. Ainda há grupos remanescentes, nas bacias dos Rios Mucuri e Pardo. 
Botocudo é definido na Enciclopédia Delta Universal como sendo:
Os botoques eram discos brancos, geralmente feitos com a madeira leve da barriguda (Ceiba ventricosa), secados ao fogo, de diâmetro variável, chegando a até 12 centímetros.
Quando os portugueses chegaram ao que hoje se chama Espírito Santo, encontraram vários grupos indígenas que viviam da pesca, caça, coleta e pequena agricultura de subsistência. Aquele que ocupava mais territórios e que ofereceu mais resistência aos brancos foi justamente o dos botocudos.

## História
Os chamados botocudos eram considerados muito aguerridos, defendiam sua terra com determinação, e sofreram perseguição desde o século XVI, até ao início do século XX. Consta que atacavam aldeias dos puris ou goitacazes, seus adversários tradicionais, como também as caravanas de viajantes e as fazendas de sesmeiros, incendiando o que encontravam no caminho.

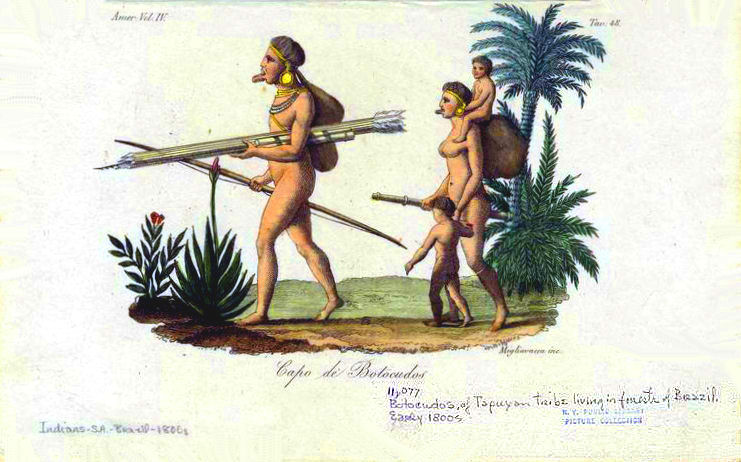
Chefe de botocudos, Giulio Ferrario, ca. 1830

Alguns grupos sobreviveram até o século XX nas matas localizadas entre o Rio Jequitinhonha e o Vale do Rio Doce, nos Estados da Bahia, de Minas Gerais e do Espírito Santo. Os remanescentes dos grupos que viviam nos rios Mucuri e Jequitinhonha foram confinados na missão de Itambacuri, em Minas Gerais, onde se extinguiram. Os grupos do Rio Doce, sobreviventes destituídos de suas terras e aculturados em 1911, foram recolhidos a postos situados no Espírito Santo e em Minas Gerais. Os botocudos são também chamados aimorés, boruns ou guerens.
O índio Guido Pokrane, segundo o historiador Jonathas Durço, foi   usado pelo militar Guido Tomás Marlière na aculturação. Ele fez a ligação entre os brancos "civilizadores" e a "barbárie" indígena. A Coroa Imperial iniciou uma catequese dos remanescentes rebeldes de Minas e, quando os tinha pacificado, iniciou um processo de extermínio e genocídio sem precedentes na história do Brasil — culminando com a extinção quase que completa dessa nação indígena.
Grandes corredores e guerreiros temíveis, foram os responsáveis pelo fracasso das capitanias de Ilhéus, Porto Seguro e Espírito Santo. Sempre foram vizinhos temidos. Antes do descobrimento do Brasil, haviam desalojado os tupiniquins de suas terras ao Sul da Bahia. O contato com os brancos nem sempre lhes foi vantajoso. Aprenderam, por exemplo, a lavrar a terra, mas também aprenderam a fumar e tornaram-se bebedores habituais de aguardente.

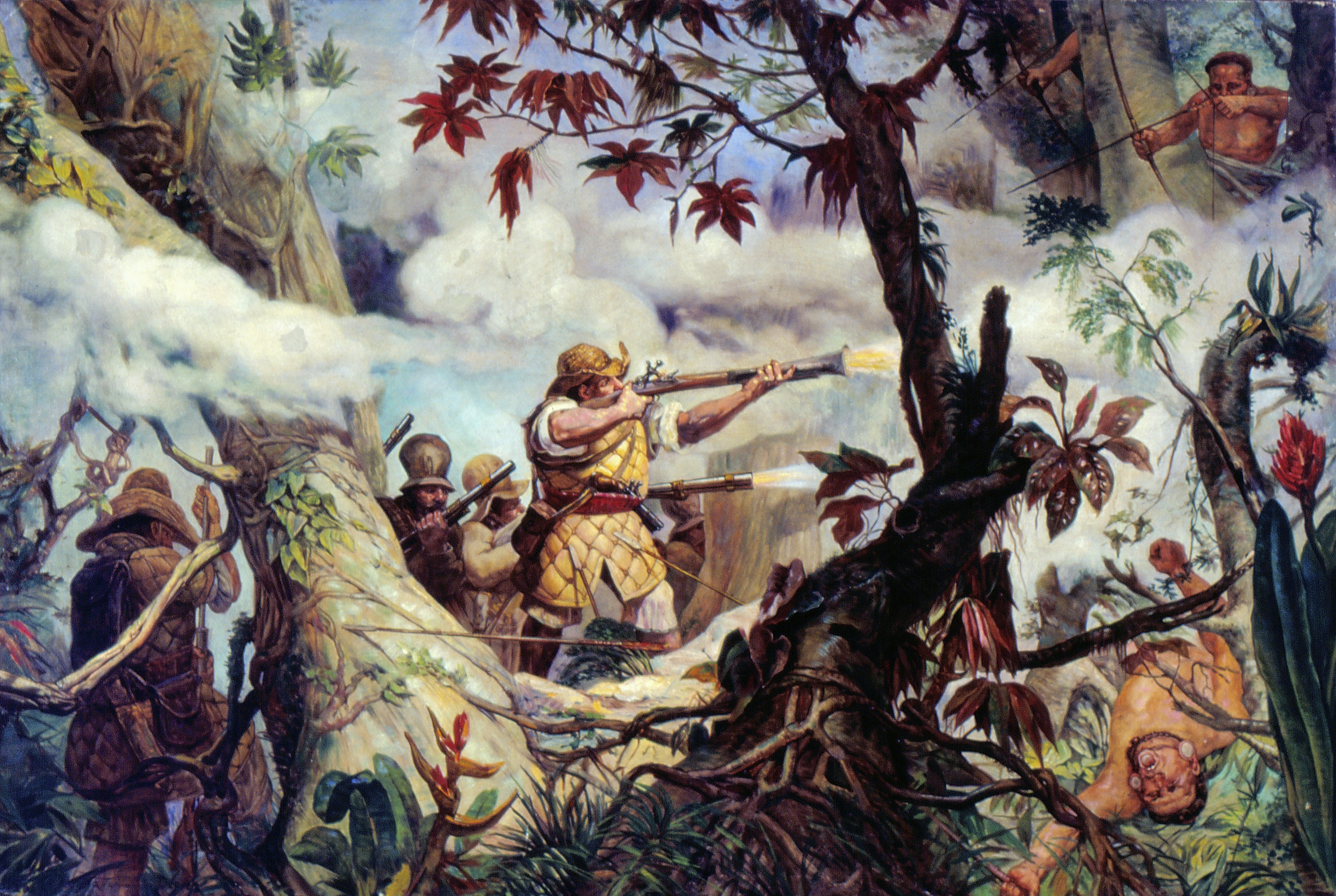
Combate de Botocudos em Mogi das Cruzes, quadro de Oscar Pereira da Silva, presente no acervo do Museu Paulista da USP.

Os narradores que acompanhavam as entradas e bandeiras e tinham a desventura de encontrar os botocudos deixaram registradas sua violência e agressividade. Vários historiadores citam violentos ataques dos botocudos.
A provisão de D. Frei João da Cruz citada antes tem um trecho («e que tendo elles suplicantes várias vezes procurado sacerdote para lhe confessar a custa de suas Fazendas, todos se escusaram com o temor do caminho, e gentio») que ilustra o feito dos botocudos, abundantes na região.
Conquistados definitivamente no início do Século XX, com a instalação da EFVM - Estrada de Ferro Vitória a Minas.

### As primeiras notícias
(Algumas informações abaixo são da página na internet, sem autor:)
As primeiras notícias sobre eles remontam ao século XVI. Gabriel Soares de Sousa, em sua relação das costas do Brasil, fornece-nos descrição dos aimorés (nome dado aos botocudos), sua vida e seus costumes, considerando-os descendentes dos tapuias, o que estudos posteriores não confirmaram. Os botocudos (alguns davam a si mesmos o nome de engerakmung) habitavam as costas brasileiras, e no período de seu máximo desenvolvimento, dominavam entre as latitudes sul de 13 graus a 23 graus. No início do século XIX, já estavam confinados entre os rios Doce e Pardo (15 graus a 20 graus de latitude sul).

### A descrição e os costumes
A menção do seu nome e a conotação de que seus botoques ´desfiguravam o rosto´ despertaram, na mente do colonizador português, imagem de fealdade e inimizade. Já no século XVI eram considerados maiores e mais robustos que os outros. Mas os estudiosos apresentaram-nos como fortes, ora como musculosos ora como bem conformados, geralmente baixos, de caixa torácica larga e achatada na parte anterior, tronco alongado, mãos e pés pequenos, pernas finas e pescoço curto. O crânio do homem apresentava « uma fronte baixa e às vezes bastante inclinada para trás, o occipital deprimido e as têmporas ligeiramente conexas.»
Observou-se também que sua altura era mediana e não baixa, como se dizia, o que parece mais com a realidade. O príncipe Maximiliano de Wied os considera "mais bonitos que os demais" e Saint-Hilaire afirma que se esquece sua feiura "por uma fisionomia mais franca" (que a dos índios das outras tribos) e um "ar de alegria". Têm pés delicados, mãos fortes e são espadaúdos. Não há acordo, também, quanto à cor. Uns os declararam canela-claro; outros, amarelo para o pardo, em virtude do "sol e da sujeira". As orelhas e os lábios inferiores são deformados pelos botoques, discos brancos feitos, em geral, de madeira leve da barriguda (Bombax ventricosa), secados ao fogo, de tamanho variado, chegando até 12 centímetros. Andam geralmente nus, sendo que alguns homens usam estojo peniano de folhas trançadas de issara a que dão o nome de gincann.

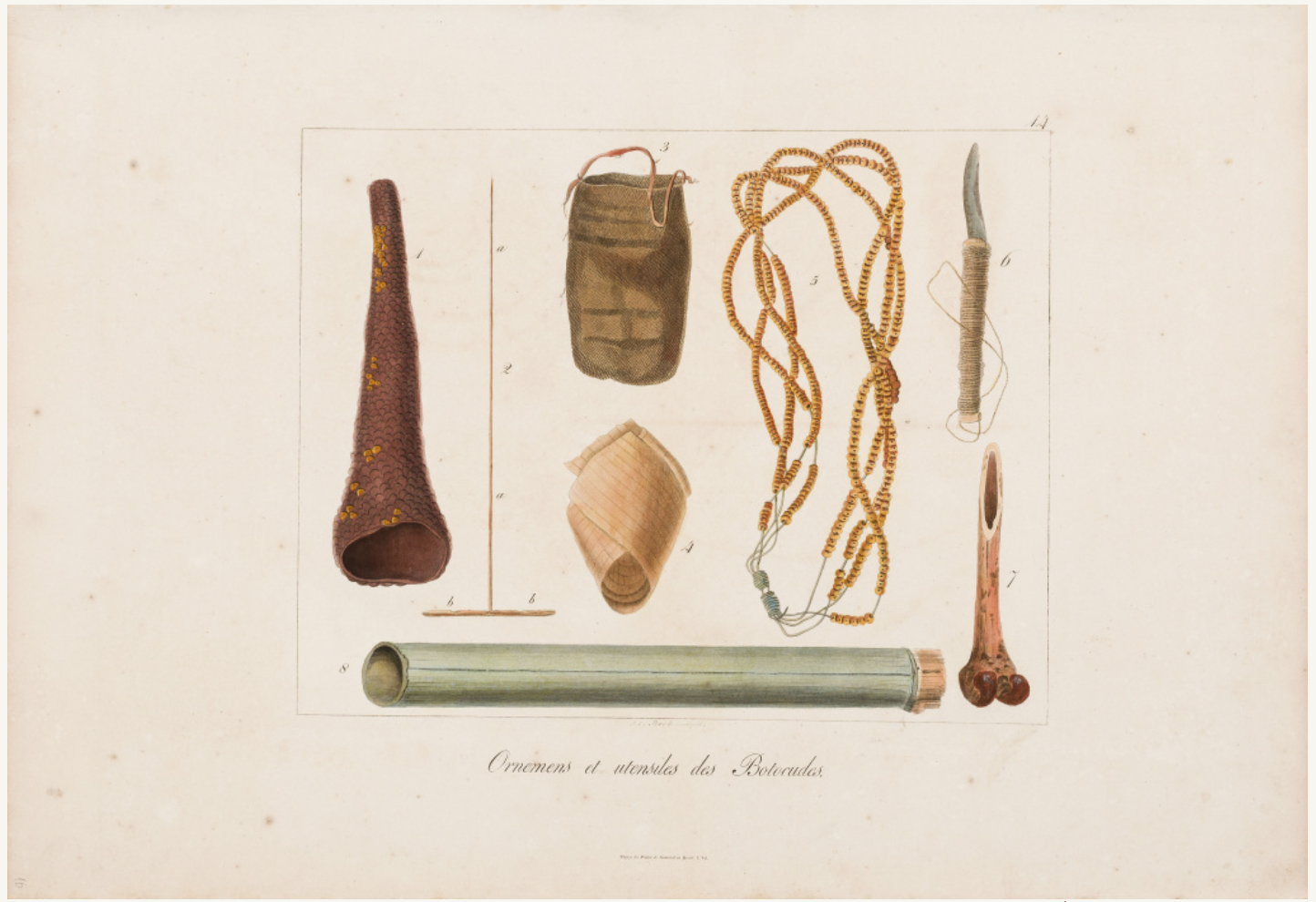
Ornamentos e utensílios dos Botocudos, ilustrados por Prinz von Wied Maximilian.

- As casas, devido às constantes caminhadas dos membros da tribo, eram de rápida feitura, em geral folhas de palmeiras encostadas aos pares, onde os poucos utensílios domésticos (vasilhas de taquaraçu para água ou cachaça) ficavam no chão, onde também dormiam.

- A família era poligâmica. O casamento resultava da vontade dos conjugues e de seus pais, independente de cerimônia. Acabava-se facilmente. As mulheres e os filhos trabalhavam arduamente e obedeciam ao marido e ao pai. Além da coleta e da pesca, competia à mulher a construção da choça e o transporte de volumes, inclusive os filhos pequenos, carregados às costas ou pelas mãos. Quanto à religião, não há muitos registos sobre os seus sistemas de crenças. Havia entre eles um exorcismo para afastar dos mortos os demônios (pequenos e grandes) com fogueiras acesas perto do túmulo, geralmente por parentes. A lua era venerada como Iam.

### Na história moderna do Brasil

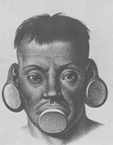
Índio botocuda. Por Rugendas.

Até meados do século XIX, foram exclusivamente caçadores, competindo a pesca e coleta às mulheres e crianças. No século XVI eram famosos como «salteadores» de roças dos colonos. A caça era feita ora isoladamente, ora em grupo mas cada grupo tinha uma área especial. O arco e a flecha eram os instrumentos usados, havendo-os de três tipos: guerreiro, farpado e para caçar animais pequenos.
Não usavam embarcações, que desconheciam, o que é estranho em região, ao contrário do dito por Métraux. Talvez tenham aprendido a nadar com o branco, ou outros índios, pois causava espécie a Gabriel Soares de Souza que eles não o soubessem, ao passo que Maximiliano de Wied já os vai declarar hábeis nadadores e trepadores de árvores.
Pelo menos sete tribos, tendo à frente os pataxós se juntaram contra os botocudos na chamada região do Cricaré (hoje, Conceição da Barra, São Mateus e Nova Venécia), unindo os índios:
- maconis;
- malalis;
- capuchos;
- cumanchos;
- machacas;
- panhamis.

Diz-se que no Espírito Santo o conde de Linhares, cuja fazenda no rio Doce era muito atacada pelos botocudos, em célebre proclamação incitou à guerra contra eles, ordem que, de acordo com o testemunho de Maximiliano de Wied, era fielmente seguida pelo oficial subalterno de Riacho e provavelmente por quartéis ao longo da costa norte do Espírito Santo.
Os registros das expedições anteriores ao século XIX mostram que não atravessavam florestas onde viviam botocudos: nem Francisco Bruza Espinosa, nem Sebastião Fernandes Tourinho, Martim de Carvalho, o coronel Bento Lourenço Vaz de Abreu Lima e Francisco Teixeira Guedes. Ninguém saía ileso de confrontos com eles. Apenas com a ocupação maciça no século XIX os colonos conheceram a vitória sobre os botocudos. As propostas de paz posteriormente feitas se traduziram em tolerância de penetração no seu território. Os que trataram os índios de maneira simpática lograram tal intento, como Teófilo Ottoni, João Felipe Calmon, os frades Serafim Gorízio e Angelo Sassoferrato. Estes aproveitaram os ensinamentos humanitários do comandante francês Guido Marlière, que, no início do século XIX, trabalhou com os nativos da região em que atualmente se situa o Vale do Aço, em área de atuais municípios como Coronel Fabriciano, Ipatinga, Jaguaraçu e Timóteo, além de Marliéria, que recebeu este nome em homenagem póstuma.

### Classificações
Os jesuítas haviam tentado classificar os índios, agrupando-os de acordo com a região que habitavam e a Língua usada. Numerosos antropólogos vêm criando classificações diversas, todas, entretanto, tendo como base a linguística e desconsiderando, quase que por completo, as demais características culturais.  A grande diversidade dessas características, com certeza, impede que o trabalho de classificação do indígena do Brasil seja concluído de forma ampla e científica. Atualmente, considera-se a classificação do professor Aryon Dall'Igna Rodrigues como uma das mais completas.  Seu estudo também utiliza os princípios linguísticos e estabelece seis grupos ou troncos. Segundo ele, o tronco macro-jê, ao qual pertencem os botocudos, ou aimorés, é subdividido em cinco famílias:
- família jê
- família maxacali: língua dos maxacalis;
- família fulniô: língua dos fulniôs;
- família bororo: língua dos bororos;
- língua não-classificada em família: língua dos carajás.

## Genética e origem

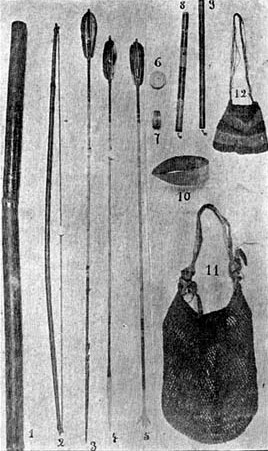
Objetos dos botocudos do Rio Doce. Imagem publicada na Revista do Museu Paulista.

Um artigo científico publicado pelo jornal de ciências naturais "Proceedings of the National Academy of Sciences", feito por uma equipe multidisciplinar de diferentes universidades públicas brasileiras teve destaque na revista "Nature". Foram analisadas catorze caveiras que estavam no Museu Nacional da Universidade Federal do Rio de Janeiro desde o século XIX, utilizando como base o DNA mitocondrial da parte interna dos dentes para evitar uma possibilidade de contaminação do material genético pelas muitas mãos que tocaram o crânio ao longo dos anos. Doze das caveiras apresentaram características de grupos Paleoamericanos, povos nativos da América, mas duas revelaram haplogrupos característicos da Polinésia, Ilha da Páscoa e outras ilhas do Oceano Pacífico. Um outro estudo de DNA também confirmou o perfil polinésio e não ameríndio das duas amostras, mediante o exame do DNA autossômico.
O geneticista Sérgio Pena, participante do estudo, afirma ser um mistério o fato de haver sequências de genes de povos originários das ilhas do Pacífico em índios botocudos nativos da América. Uma das possibilidades é a vinda desses povos pela costa ocidental da América do Sul, uma vez que eram exímios navegadores (os polinésios colonizaram lugares como a Ilha da Páscoa, áreas remotas de suas terras originárias da Oceania). No entanto, o próprio Pena acredita ser improvável, pois mesmo que tal teoria fosse confirmada, seria muito difícil esses povos atravessarem a Cordilheira dos Andes e chegarem ao sudeste do Brasil.
Outra alternativa seria o cruzamento entre esses povos e escravos. Na década de 1860, dois mil escravos polinésios chegaram ao Peru e podem ter vindo para o Brasil, apesar de não existir evidência disso. Ainda assim, entre 1817 e 1847 aproximadamente 120 mil escravos foram enviados ao país trazidos de Madagascar. Este último indício parece ser o mais provável segundo os pesquisadores, mas Pena não descarta qualquer uma das hipóteses pela falta de evidências contundentes.
Há ainda a possibilidade de ter havido um erro por ocasião do tombamento dos crânios no museu, uma vez que crânios da Polinésia foram adquiridos na mesma época em que houve a aquisição dos crânios dos botocudos.

## Grupos
Muitos foram os grupos indígenas denominados botocudos, devido ao uso de botoques labiais e auriculares, independentemente do ramo etnolinguístico a que pertenciam.
- aranãs (ainda considerados botocudos);
- bacuéns;
- caingangues;
- cracmuns;
- crenaques (ainda considerados botocudos);
- guticraques;
- jiporoques;
- maconis;
- malalis;
- minhajiruns;
- mokuriñs (ainda considerados botocudos);
- nacnenuques;
- nacrerrés;
- naques-nhapemãs;
- nepes-nepes;
- panhames;
- pejaeruns;
- pojixás;
- tacruques-craques;
- xetás;
- xoclengues (do estado brasileiro de Santa Catarina);